# Мага, Золтан
Зо́лтан Ма́га (венг. Mága Zoltán; род. 19 февраля 1974, Сольнок, Венгрия) — венгерский скрипач-виртуоз цыганского происхождения. Известен благодаря смешению в творчестве классической музыки и национального венгерского фольклора, в том числе цыганских музыкальных традиций.
Золтан Мага посвятил большую часть своей жизни популяризации венгерской культуры в мире, за что получил многочисленные премии и награды: Золотой крест Венгерской Республики (2004), рыцаря Ордена «Международное Объединение за взаимопонимание наций» (2005), премию Европы (2007), ранг «Рыцаря венгерской культуры» (2008), премию «За Будапешт» (2008), премию «Prima Primissima» (2011) (считается венгерским «Оскаром») и др. В рамках своей культурно-просветительской концертной деятельности Золтан посетил пять континентов и выступил в более чем 100 странах мира. Неоднократно выступал перед высокопоставленными лицами и был назван «скрипачом королей». Его концертная программа «100 церковных концертов» (2009—2011) получила похвалу папы Бенедикта XVI, а Золтан попал в Книгу рекордов Гиннесса и был приглашён в Ватикан. Сотрудничал с Дидье Локвудом, Стефаном Грапелли, Ричардом Клайдерманом.

## Биография
Родился в семье музыкантов. В шесть лет получил свою первую скрипку. В возрасте 12 лет стал скрипачом оркестра Rajkó. В 1996 году основал цыганский оркестр «Будапешт». В 2000—2003 годах был художественным руководителем будапештского «Мулен Руж». Поддерживает ряд благотворительных инициатив.В 2012 году попал в Книгу рекордов Гиннесса, как единственный музыкант, который за два года дал 100 благотворительных концертов. Золтан основал «Золотой фонд скрипки» и является председателем совета попечителей.
Золтан Мага является основателем Будапештского новогоднего концерта, который с 2009 года проводится каждое 1 января в Спортивной арене им. Ласло Паппа. Концерт транслируется по венгерскому каналу Duna TV.

## Дискография

### Студийные альбомы
| Год  | Название                                      | Лейбл            |
| ---- | --------------------------------------------- | ---------------- |
| 2002 | Moulin Rouge                                  | Tom Tom          |
| 2004 | Mága Zoltán és az Angyalok                    | EMI              |
| 2006 | Soundtrack Stars                              | Warner-Magneoton |
| 2009 | The Violinist of Kings                        | Warner           |
| 2011 | You Are Beautiful, You Are Wonderful, Hungary | Warner           |

### Концертные записи
| Год  | Название                    | Лейбл  |
| ---- | --------------------------- | ------ |
| 2009 | I Budapest New Year Concert | Warner |

### DVD-видеозаписи концертов
| Год  | Название                      | Лейбл  |
| ---- | ----------------------------- | ------ |
| 2010 | II Budapest New Year Concert  | Warner |
| 2011 | III Budapest New Year Concert | Warner |
| 2012 | IV Budapest New Year Concert  | Warner |
| 2013 | V Budapest New Year Concert   | Warner |
| 2014 | VI Budapest New Year Concert  | Warner |
| 2015 | VII Budapest New Year Concert | Warner |

## Премии, награды и ордена
- Золотой крест Венгерской Республики[12] (2004)
- Приз за меньшинства (2005)
- Рыцарь Ордена «Международное Объединение за взаимопонимание наций» (2005)
- Памятная медаль «За защиту» за жертвенную деятельность во время защиты от наводнений на Дунае и Тисе (2006)
- Премия Европы (2007)
- Мальтийский рыцарский орден (2007)
- Рыцарский крест ордена Заслуг Венгерской Республики (2007)
- Большой Крест кавалера Почётного легиона Мальтийского ордена «Sovereign Order Of Saint John Of Jerusalem» (2007)
- Звание «Вечный член труппы» от Будапештского театра оперетты (2007)
- Памятная медаль Ференца Пушкаша (2007)
- Ранг «Рыцаря венгерской культуры» (2008)
- Премия «За Будапешт» (2008)
- Премия «За участие в общественной жизни» (2009)
- Премия Карла Роберта (2009)
- Премия «Prima Primissima»[13] (2011)
- Почётный гражданин Будапешта (2012)
- Орден Общества Сеченьи (2012)
- Премия «Венгерская благотворительность»[14] (2013)
- Приз за венгров, проживающих в мире (2014)
- Премия «За благотворительность» (2015)